# Zustandsgleichung von Becker-Kistiakowsky-Wilson
Die Becker-Kistiakowsky-Wilson-Zustandsgleichung nach Richard Becker, George Bogdan Kistiakowsky und Robert R. Wilson ist eine Zustandsgleichung der Physik, die zur Berechnung von Detonationsprodukten verwendet wird.
{\displaystyle {\frac {p\cdot \nu }{RT}}=1+X\cdot e^{\beta \cdot X}} mit {\displaystyle X={\frac {\kappa \sum x_{i}k_{i}}{\nu \cdot (T+\Theta )^{\alpha }}}}
wobei {\displaystyle p} den Druck, {\displaystyle \nu } das Molvolumen der Reaktionsgase, {\displaystyle R=8{,}31441\,\mathrm {J/(molK)} } die Gaskonstante, {\displaystyle x_{i}} den Molenbruch und {\displaystyle k_{i}} das individuelle geometrische Kovolumen der {\displaystyle i}-ten Komponente bezeichnet. Die Summe erstreckt sich über alle Komponenten des gasförmigen Stoffgemisches. Die Parameter α, β, k, Θ sind empirische Konstanten. Die Größe {\displaystyle \Theta } wurde hinzugefügt, um zu verhindern, dass der Druck unendlich wird, wenn die Temperatur gegen Null geht. Ihr wurde zuerst willkürlich der Wert {\displaystyle \Theta \;}= 4000 K zugewiesen. {\displaystyle \alpha } liegt im Allgemeinen um den Wert 0,5, während {\displaystyle \beta } und {\displaystyle k} iterativ an Daten von Hochdruckexperimenten angefittet werden. Es sind drei verschiedene Parametersätze für die BKW-Zustandsgleichung in Gebrauch: BKWC, BKWR und BKWS. Die BKWS-Parametrisierung verwendet ein physikalisch begründetes Kovolumen, während bei den empirischen Parametersätzen BKWC und BKWR das Kovolumen als Fitparameter verwendet wurde. Die BKW-Zustandsgleichung liefert, insbesondere mit der BKWS-Parametrisierung, hinreichend genaue Ergebnisse bei hohen Drücken. 
Der renormalisierte BKWR Parametersatz verwendet 12 Produktspezies und hat die globalen Parameter:
{\displaystyle \alpha =0{,}51}; {\displaystyle \beta =0{,}402}; {\displaystyle \kappa =12{,}31}; {\displaystyle \Theta =3856757}
er basiert auf 10 gemessenen Detonationsgeschwindigkeiten, 10 gemessenen Detonationsdrücken und 4 gemessenen Detonationstemperaturen von CHNOF Sprengstoffen.
(s. Finger et al., 1976)
Der BKWS Parametersatz verwendet 61 Produktspezies mit C,H,N,O und hat die globalen Parameter:
{\displaystyle \alpha =0{,}50}; {\displaystyle \beta =0{,}398}; {\displaystyle \kappa =10{,}50}; {\displaystyle \Theta =6620}
Die BKWS Bibliothek wurde auch für Aluminium enthaltende Sprengstoffe getestet.
(s. Hobbs und Baer, 1993)
Der BKWC Parametersatz berücksichtigt 17 Produktspezies. Er wurde mit einem modernen stochastischen Optimierungsalgorithmus bestimmt und hat die globalen Parameter:
{\displaystyle \alpha =0{,}50}; {\displaystyle \beta =0{,}403}; {\displaystyle \kappa =10{,}86}; {\displaystyle \Theta =5441}